# Grésigny-Sainte-Reine
Grésigny-Sainte-Reine è un comune francese di 145 abitanti situato nel dipartimento della Côte-d'Or nella regione della Borgogna-Franca Contea.

## Società

### Evoluzione demografica
Abitanti censiti